# Nathaniel Ward

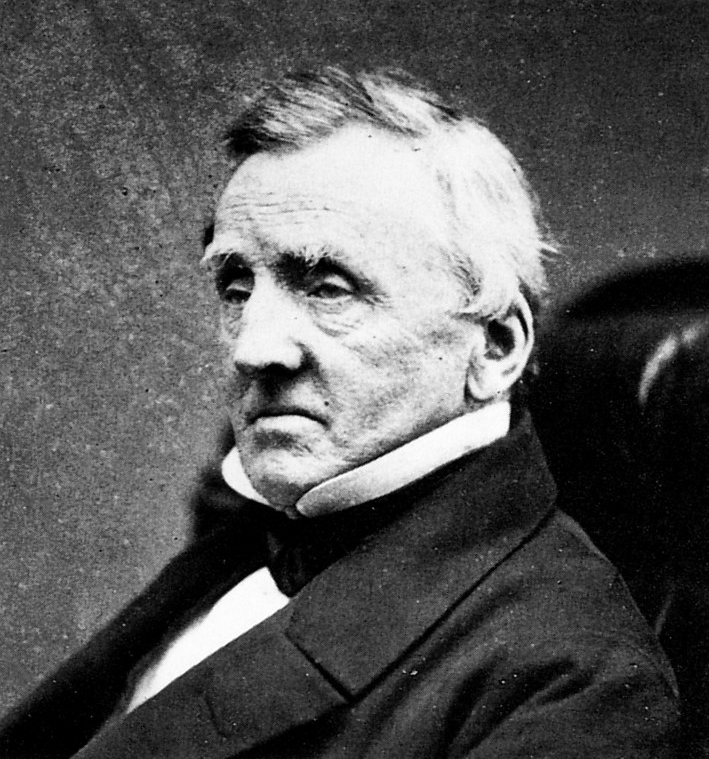
Nathaniel Bagshaw Ward

Nathaniel Bagshaw Ward (* 1791 in London; † 4. Juni 1868 in St Leonards, Sussex) war ein englischer Arzt, der ab den 1830er Jahren mit seinem „Wardschen Kasten“ (Wardian Case) transportable Gewächshäuser populär gemacht hat. Ward wird bis heute oft als „Gewächshaus-Erfinder“ bezeichnet, jedoch hatte der Schotte Alan Maconochie bereits 1825 das Gewächshaus-Phänomen anhand eines Holzkastens mit Glasdeckel entdeckt, schwieg aber nach Wards Veröffentlichungen bescheiden dazu.

## Leben
Nathaniel Ward wurde 1791 als Sohn des Arztes Stephen Smith Ward in London geboren. Bereits als Kind sammelte er Insekten und Pflanzen und interessierte sich besonders für Farne. Als Erwachsener betätigte er sich neben seiner medizinischen Tätigkeit weiterhin auf dem Gebiet der Botanik.
1817 wurde Ward Mitglied der Linnean Society of London.
Im Sommer 1829 experimentierte er erstmals mit einem erdgefüllten Gefäß, das er mit einem Glasdeckel verschloss. Er stellte fest, dass sich die aus der Erde aufsteigende Verdunstungsfeuchtigkeit am Deckel niederschlug und wieder auf die Erde zurücktropfte. Nach etwa einer Woche keimten bei konstant bleibendem Feuchtigkeitspegel die ersten Pflanzensamen. In geschlossenen Glasbehältern konnten sich also auch Liebhaber tropischer Pflanzen in anderen Klimaten einen Miniaturdschungel anlegen. 1833 schickte Ward zwei speziell angefertigte Glaskästen mit Farnen und Gräsern auf die zur damaligen Zeit noch mehrmonatige Seereise von England nach Australien und zurück. Obwohl die Pflanzen dabei nie gegossen wurden, zeigten sie auch nach über einem Jahr keine Beeinträchtigungen. Ward machte daraufhin seine Erfindung bekannt und Sammler exotischer Pflanzen konnten fortan nicht nur Samen, sondern auch lebende Pflanzen in diesen Mini-Gewächshäusern erfolgreich über weite Strecken transportieren.

## Wardscher Kasten

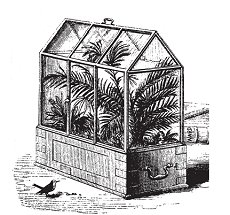
Wardscher Kasten, große Ausführung mit Tragegriffen

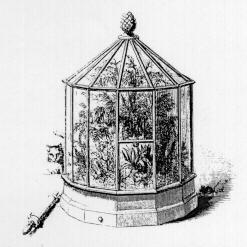
Wardscher Kasten, Ausführung für Gärten

Wards Erfindung wurde unter dem Namen Wardscher Kasten berühmt und wurde ab 1835 auf den botanischen Entdeckungs- und Sammelreisen von Pflanzenjägern verwendet, um Pflanzen unversehrt auch mehrere Monate per Schiff transportieren zu können.
Der Wardsche Kasten ist eine

„Einrichtung zum Transportieren und zur Kultur von Pflanzen unter sonst ungünstigen Verhältnissen, besteht aus einem flachen metallenen, gut gestrichenen Bodenstück, auf welchem sich ein metallenes Gestell zur Aufnahme von Glasplatten erhebt. Letztere bilden die Seitenwände und die Decke des Kastens. Das Bodenstück, welches einen einige Zoll hohen Rand besitzt, füllt man mit Erde, steckt in diese die Samen oder die Pflanzen, begießt und schließt dann den Kasten vollständig. Die Pflanzen gedeihen vorzüglich, denn sie sind vor Staub und schroffem Temperaturwechsel geschützt und hinlänglich mit Feuchtigkeit versehen, da das Wasser nie verdunsten kann. Für tropische Pflanzen läßt sich mit Hilfe einer kleinen Öl- oder Spirituslampe leicht die passende Temperatur herstellen. In England und in neuerer Zeit mehrfach auch im deutschsprachigen Raum werden die Wardschen Kasten in eleganter Ausstattung zur Kultur zarterer Pflanzen im Zimmer benutzt. Wichtig sind die Dienste, welche sie bei der Übersiedelung von Pflanzen leisten. Fortune benutzte sie zum Transport von vielen tausend Teepflanzen in den Himalaja, nach Virginia und Kalifornien, Haßkarl hat mit ihrer Hilfe Chinarindenbäume von Amerika nach Java verpflanzt. Vgl. Ward, Observations on the growth of plants in closely-glazed cases (2. Aufl., Lond. 1854).“

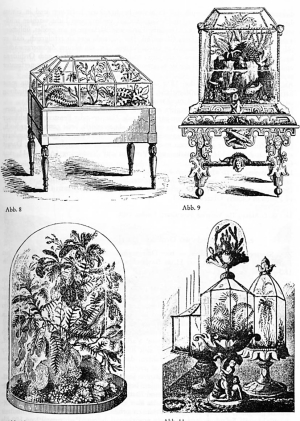
Verschiedene, teils elegante Wardsche Kästen zur Zimmerkultur tropischer Pflanzen

Im „Langen Haus“ der Orangerie im Park Belvedere in Weimar ist der Wardsche Kasten in neuaufgelegtem, modernem Design zu sehen.

## Wardsche Flasche
Eine Variante des aufwändig herzustellenden und abzudichtenden Kastens ist die Bepflanzung einer Flasche, einem Glasballon mit eher mehr als 3 Liter Fassungsinhalt bis etwa 25 Liter. Derartige Glasballons wurden zum Transport von Wein und Essig in Serie erzeugt und meist in einen Korb verpackt („Fiasco-Korbflasche“ wie beim Chiantiwein). Einmal mittels Holzpinzetten bepflanzt, angegossen und verstöpselt, wurden die Flaschen respektive Pflanzen so verschifft.